# 神田川 (歌曲)
神田川是日本民谣乐队辉夜姬于1973年9月20日发行的歌曲，歌名源自东京都的河流神田川。歌曲作词为喜多條忠，作曲为南高節，这首单曲原本收錄在かぐや姫さあど中，該歌曲後來又被改編，改编者为木田高介。南高节担纲歌曲主唱，武川雅寛負責小提琴伴奏。喜多條忠在歌词中回忆了自己在大学时代和一位女友住在小屋子里苦乐参半的经历。该曲卖出了160万份，高居Oricon公信榜榜首七周（其中包括连续六周持续保持第一），是辉夜姬乐队最大卖的歌曲。
1974年，高桥惠子和草刈正雄主演了一部以歌曲《神田川》为背景的电影。